# Židovský hřbitov v Holešově
Židovský hřbitov v Holešově byl založen v druhé polovině 15. století. Hřbitov je chráněn jako kulturní památka České republiky.
Je situován severně od holešovské židovské čtvrti, asi 300 m severozápadně od náměstí Dr. E. Beneše mezi ulicemi Hankeho a U Rusavy. Vstup je z Hankeho ulice, z bývalého předměstí Novosady. Vedle  vstupu na hřbitov je obřadní síň, postavená v roce 1903 v historizujícím stylu. Nad portálem je hebrejský nápis ze Starého zákona (Pán usmrcuje a obživuje, nechá sestoupit do Šeolu, i vystoupit). Na stěnách jsou tři velké dřevěné desky s liturgickými modlitbami a pamětní desky se jmény holešovských Židů  padlých a umučených ve válkách a osobností, které se zasloužily o výstavbu obřadní síně.
Na ploše 8 190 m² se dochovalo přes 1 500 náhrobních kamenů (macev) s nejstarším čitelným z roku 1647, mezi nimiž je řada cenných náhrobků barokního a klasicistního typu. Mnoho nejstarších náhrobků bylo zničeno při povodni v roce 1686.
V západní části židovského hřbitova se nachází takzvaný rabínský pahorek či rabínský okrsek s hroby zdejších rabínů. Mezi nimi je nejznámější tumba rabbiho Šabtaje ben Me’ir ha-Kohena (1621–1663) zvaného Šach, postavená v roce 1817 a několikrát obnovovaná, kterou každoročně navštěvují stovky ortodoxních Židů z celého světa. V obřadní síni z roku 1903 je pamětní deska se jmény 250 obětí holokaustu ze zdejší oblasti.
Na hřbitově jsou pochovány i dvě oběti holešovského pogromu, k němuž došlo ve zdejším židovském ghettu 3. a 4. prosince 1918. Vojáci nově vznikající Československé armády a katolické holešovské obyvatelstvo tehdy vyplenili veškeré židovské domácnosti, a na dvou místech byly založeny i požáry. Vojáci v rámci rabování zabili Hermanna Grünbauma a Huga Grätzera (Grätzera zastřelili, Grünbauma probodli bajonetem), shodou okolností jejich bývalé spolubojovníky, kteří se také nedávno vrátili z bojů v 1. světové válce.
Holešovská židovská komunita přestala existovat v roce 1943.

## Galerie

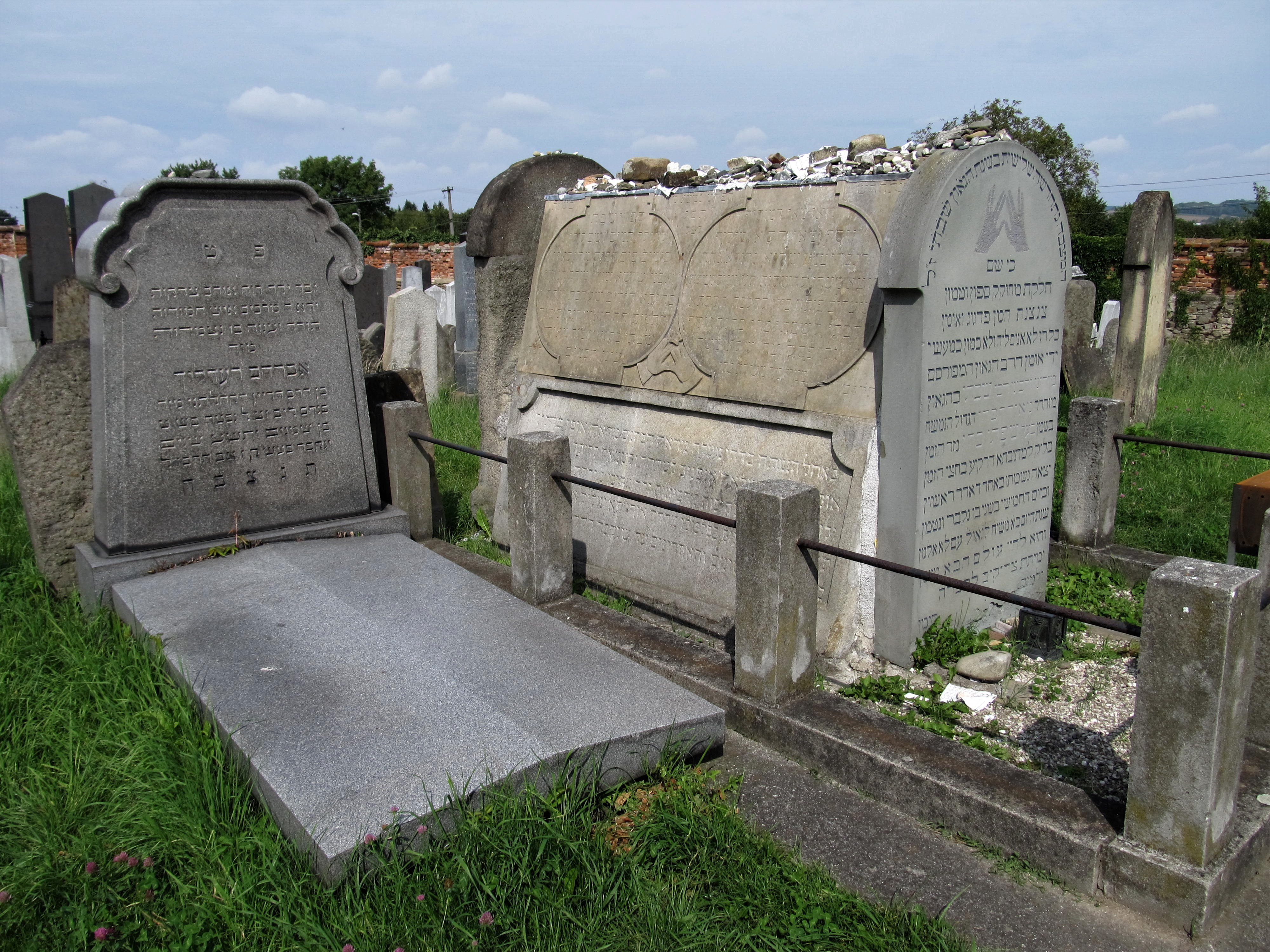
Hrobka rabína Šabtaj ha-Kohena
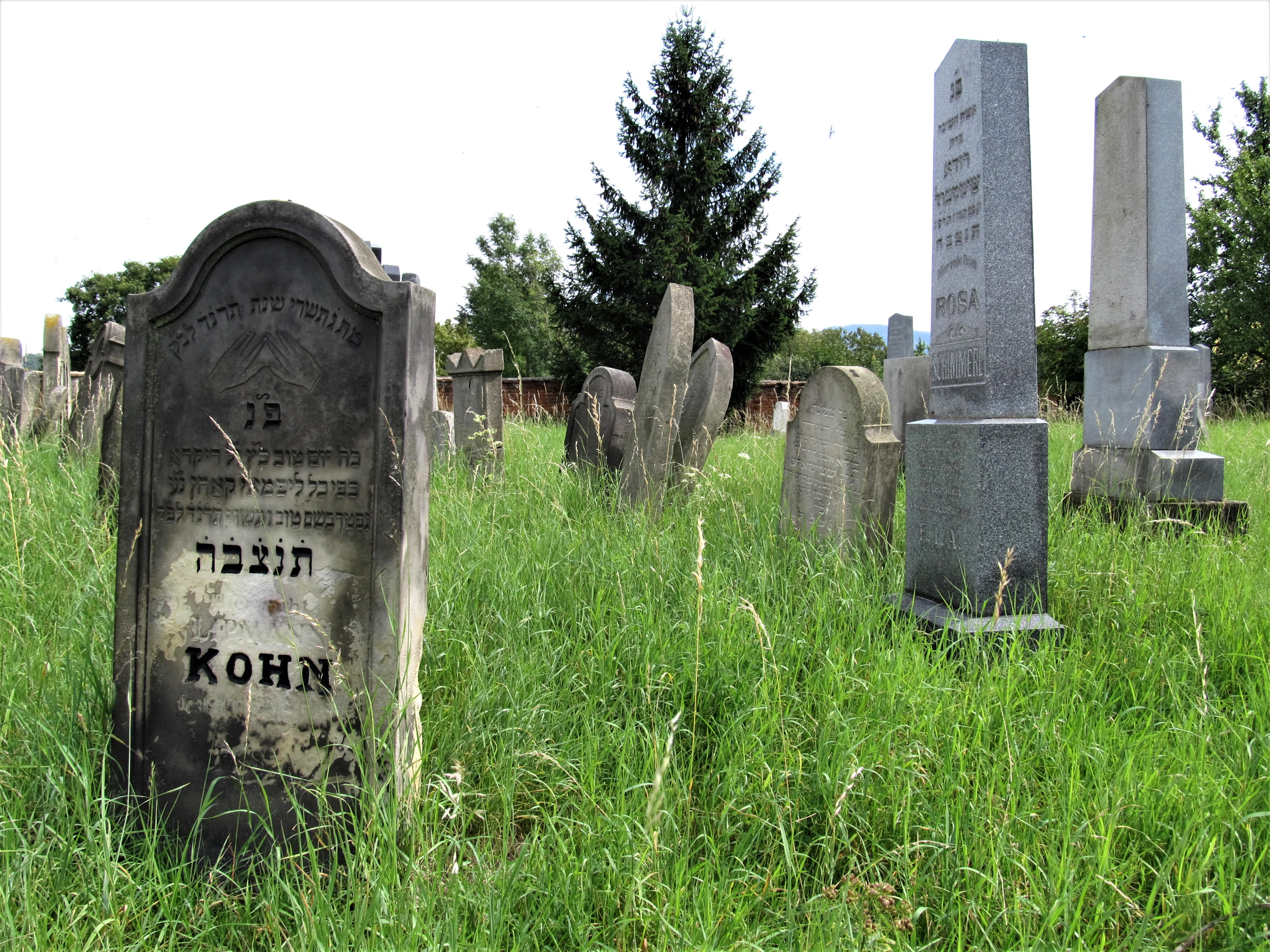
Stará část židovského hřbitova v Holešově
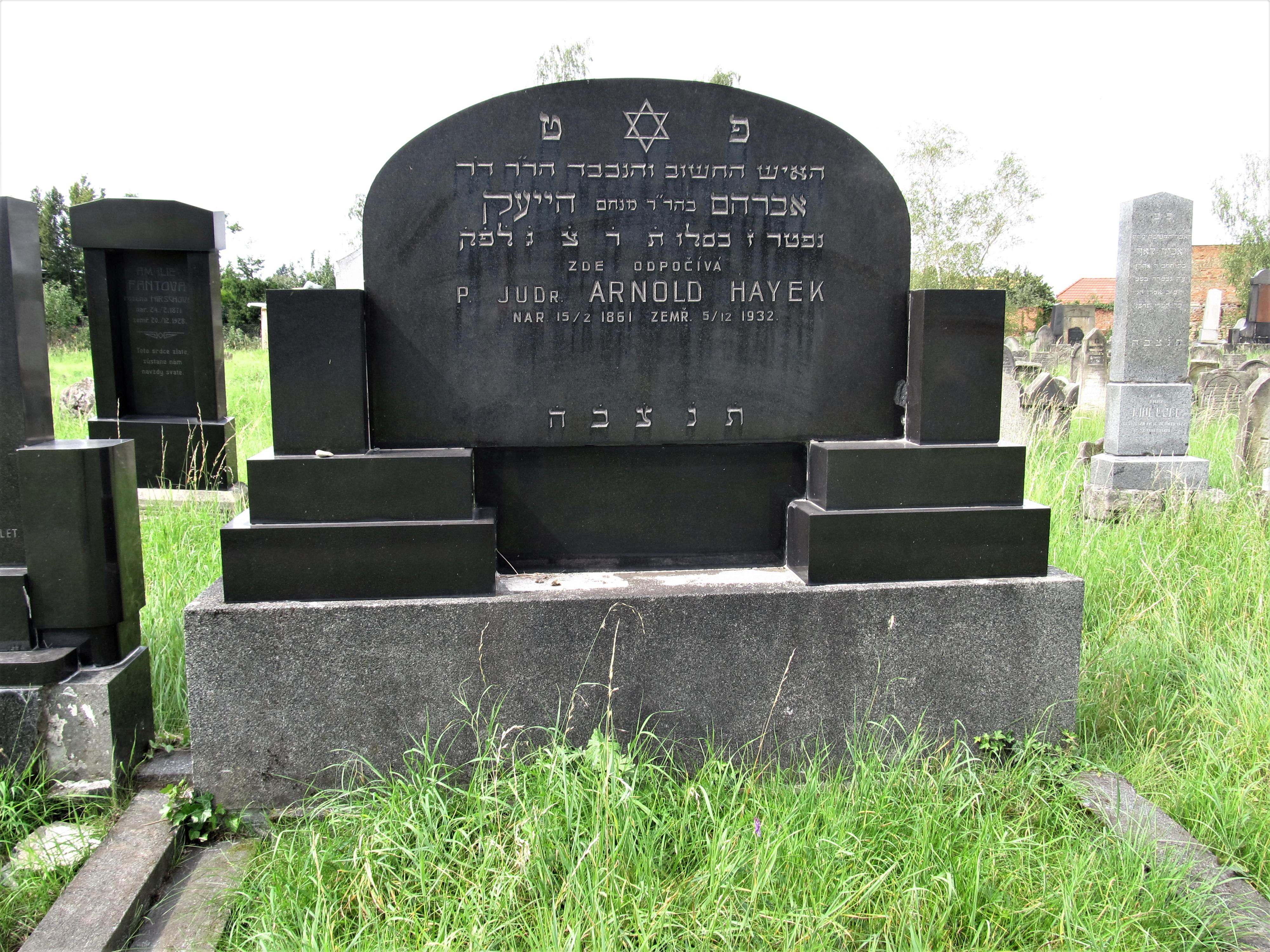
Hrobka holešovského advokáta Arnolda Hayeka
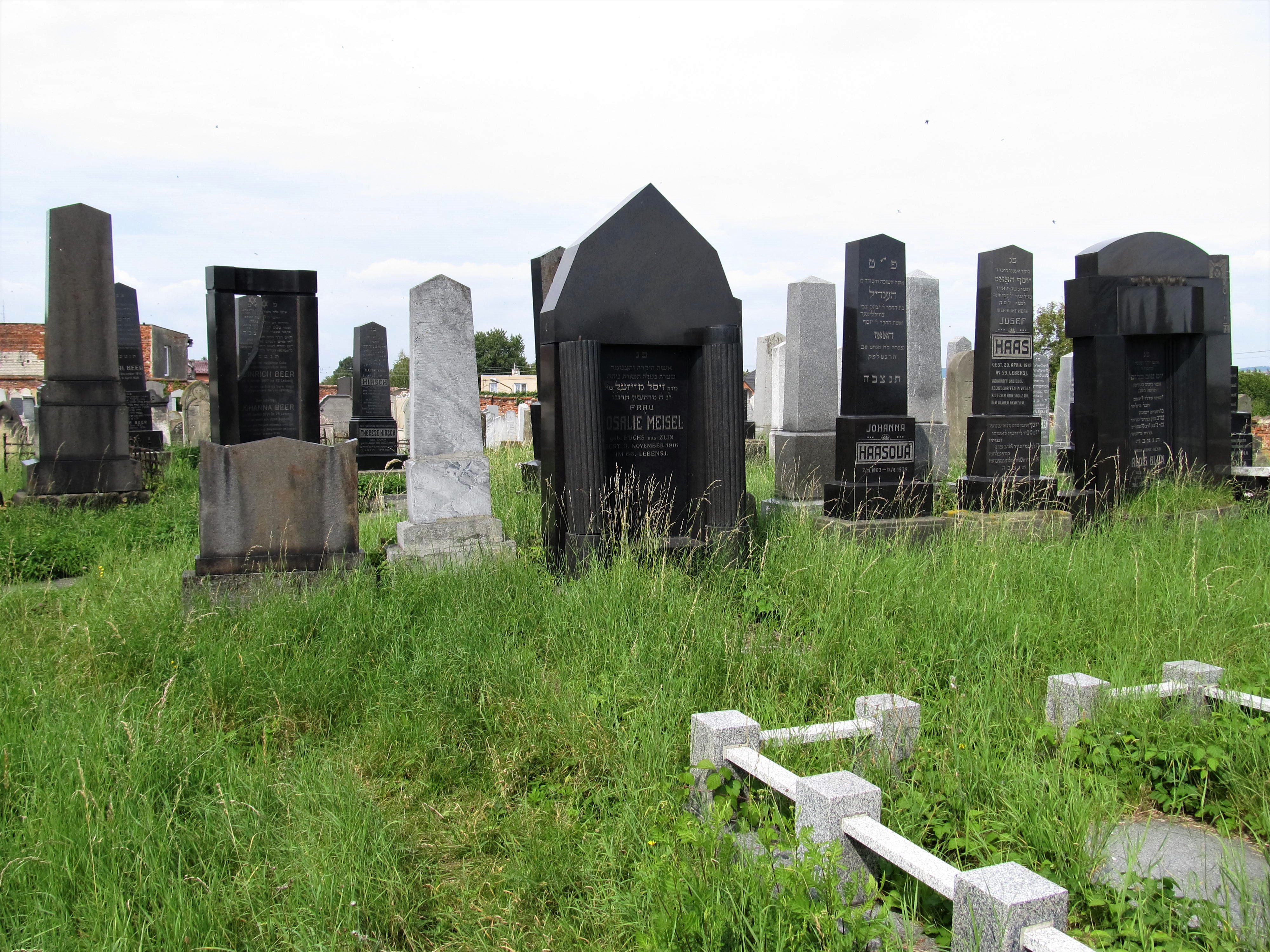
Nová část židovského hřbitova v Holešově